# Xanthomelanodes californicus
Xanthomelanodes californicus là một loài ruồi trong họ Tachinidae.